# Попов Вадим Павлович
Попо́в Вади́м Па́влович (нар. 3 вересня 1940, Миколаїв, Українська РСР, СРСР — пом. 30 квітня 2021, Київ, Україна) — український та радянський архітектор, автор багатьох фундаментальних для Миколаєва проєктів, член Національної спілки архітекторів України.

## Біографія
Народився 3 вересня 1940 року.
У 1968 році закінчив архітектурний факультет Київського архітектурно-будівельного інституту. Десять років працював у Миколаївській філії інституту «Дніпромост».
Працював над проєктуванням п'яти мікрорайонів Миколаєва, багатьох громадських та торгових приміщень. Серед них рибний магазин «Океан», профілакторій «Парус» та Обласний палац культури.
П'ятнадцять років обіймав посаду головного архітектора інституту «Держсудмаш». Сфера діяльності — промислове будівництво нових та реконструкція існуючих заводів по всій території СРСР.

## Діяльність
За багато років плідної праці працював над проєктуванням фундаментальних для Миколаєва проєктів. Проєктував мікрорайони Миколаєва (серед них забудова проспекта Миру між вулицями Театральною і Космонавтів), громадські і торгові приміщення, займався реставрацією і реконструкцією сторих будівель. До найвідоміших проєктів належать:
- Церква у селі Рибаківка (Миколаївська область);
- Вірменська церква (Миколаїв);
- Профілакторій «Парус»;
- Ресторан «Біла акація» (Миколаїв);
- Дитяче містечко «Казка» (Миколаїв);
- Рибний магазин «Океан»;
- ЦУМ (також відомий як будинок книги, Миколаїв);
- Обласний палац культури (проєкт виставкового вузла, Миколаїв);
- Ландшафтний парк «Кінбурнська Коса» у місті Очаків (Миколаївська область);
- Пам'ятник «Робітникам Миколаєва — учасникам перших маївок» (Миколаїв);
- Пам'ятник Ленінському комсомолу (Миколаїв);
- Меморіал 68-ми героям-десантникам (Миколаїв);
- Меморіальний комплекс визволителям Миколаєва.